# Des Kaisers neue Kleider (2010)
Des Kaisers neue Kleider ist ein deutscher Märchenfilm von Hannu Salonen aus dem Jahr 2010. Es handelt sich um eine Neuverfilmung des Märchens Des Kaisers neue Kleider und wurde vom WDR in der ARD-Reihe Sechs auf einen Streich produziert.

## Handlung
Jakob zieht durchs Land und gelangt in die Stadt des Kaisers. Er macht Bekanntschaft mit Maja und ihrer kleinen Schwester Greta und erfährt die Not und Armut der Bürger, weil der Kaiser Friedhelm viel Geld und Zeit für seine Kleider ausgibt. Jakob beschließt, das zu ändern, und kommt durch eine List an eine Audienz beim Kaiser. Er behauptet, dass er der beste Weber weit und breit ist, und er verspricht, für den Kaiser die allerschönsten Kleider zu nähen. Diese hätten aber eine Besonderheit: Jeder, der unverzeihlich dumm oder seines Amtes nicht würdig sei, könne diese Kleider nicht sehen. Der Kaiser freut sich, denn er denkt, er könne so erkennen, wer in seinem Reiche dumm ist oder ihres Amtes nicht taugt.
Jakob macht sich zusammen mit Maja und Greta am Webstuhl an die Arbeit. Es ist aber kein Stoff auf dem Webstuhl. Der Kaiser schickt seinen engsten Vertrauten, damit ihm berichtet wird, wie gut die Arbeit vorankommt. Er berichtet ihm, die Kleider sähen prächtig aus, obwohl er nichts gesehen hat, um nicht als dumm dazustehen. Als der Kaiser die fertigen Kleider anziehen will, sieht er sie auch nicht. Er sagt aber, es seien wunderschöne Kleider, weil er als Kaiser tauglich gelten will.
Der Kaiser präsentiert seine neuen Kleider dem Volke. Alle staunen – sie sehen ja nichts – und sagen, wie schön des Kaisers neue Kleider sind. Keiner will sich anmerken lassen, er sehe nichts. Ein kleines Kind sagt schließlich: „Aber der Kaiser hat ja gar nichts an!“ Diese Aussage eines unschuldigen Kindes macht sich im Volke breit. Dann sagt das ganze Volk die Wahrheit: Der Kaiser hat nichts an! Der Kaiser erkennt beschämt die Wahrheit. Anders als in der Vorlage akzeptiert er lachend die Situation und es lässt ihn zur Einsicht kommen, dass schöne Kleidung nicht alles ist. Als er daraufhin überredet wird mehr für sein Volk zu tun und die unschuldigen Gefangenen freizulassen, merkt er, dass er damit viel mehr Anerkennung erfahren kann, als es Kleider je getan hätten.

## Hintergrund
Des Kaisers neue Kleider wurde vom 21. Juni 2010 bis zum 14. Juli 2010 gedreht. Die Dreharbeiten fanden hauptsächlich in Brandenburgs Landeshauptstadt Potsdam statt, die erste und einzige UNESCO Creative City of Film in Deutschland. Hier wurde vor allem der Park Sanssouci genutzt: ganz eindeutig sind die Jaspis- und die Ovidgalerie der Neuen Kammern, das Vestibül des Neuen Palais sowie die Freitreppe vor dem Orangerieschloss von Sanssouci als Drehmotive zu erkennen. Außerdem diente der Neue Markt mit dem Eingangsportal des Kutschpferdestalls, in dem sich das Haus der Brandenburgisch-Preußischen Geschichte befindet, als Drehort. Establishing Shots fanden im Schlossgarten Charlottenburg in Berlin statt.
Der Film erschien im November 2010 auf DVD, die Fernseh-Erstausstrahlung erfolgte am 26. Dezember 2010.

## Kritik
„…Auch diese Interpretation erweitert den klassischen Märchenstoff um neue Details und so bekommt der schlaue Jakob zwei Gehilfinnen [Maja und Greta] an die Seite. In eine darf er sich dann natürlich auch verlieben. Passend zum Thema schwelgt der Film in einer opulenten und farbenfrohen Ausstattung. Sagenhafter Mittelpunkt ist jedoch Matthias Brandt als mode- und selbstverliebter Kaiser Friedhelm. Wie er in dieser Rolle aufgeht ist einfach göttlich und herrlich unterhaltsam anzuschauen. Dank seiner Leistung wird „Der Kaiser neue Kleider“ zu einer kleinen Perle in dem Reigen durchweg gelungener Neuverfilmungen klassischer Märchenstoffe.“